# Mena-Stau
Der Mena-Stau (spanisch: Tranque Mena) war ein Stausee am Stadtrand von Valparaíso in Chile.
Der Staudamm war ein Erddamm von 17 m Höhe und 200 m Länge. Er war von einem Privatmann namens Nicolás Mena für seine eigene Wasserversorgung, u. a. für eine Brauerei, gebaut worden. Der Stausee hatte 100.000 Kubikmeter Stauinhalt und befand sich auf einer Höhe von 270 Metern über dem Meer.
Am 11. August 1888 brach der Staudamm und sandte eine Flutwelle aus Wasser, Schlamm und Steinen in die Stadt, wodurch – bei verschiedenen Angaben – etwa 100 Menschen ums Leben kamen. Als Versagensgrund wird in der Literatur Strukturversagen ("structural failure") angegeben. Das Staubecken lag zwischen den Hügeln (Cerros) San Juan de Dios und Yungay. Die Wassermassen wälzten sich durch die Straßen Yungay, Bellavista und Condell.